# Wikipédia en pennsilfaanisch
Wikipédia en pennsilfaanisch (en allemand de Pennsylvanie : Pennsilfaanisch-Deitsche Wikipedelche) est l’édition de Wikipédia en pennsilfaanisch (ou allemand de Pennsylvanie), langue germanique parlée principalement aux États-Unis. L'édition est lancée en mars 2006,,. Son code est : pdc.
Au 20 mars 2025, l'édition en allemand de Pennsylvanie contient 2 023 articles et compte 35 799 contributeurs, dont 28 contributeurs actifs et 1 administrateur.

## Présentation

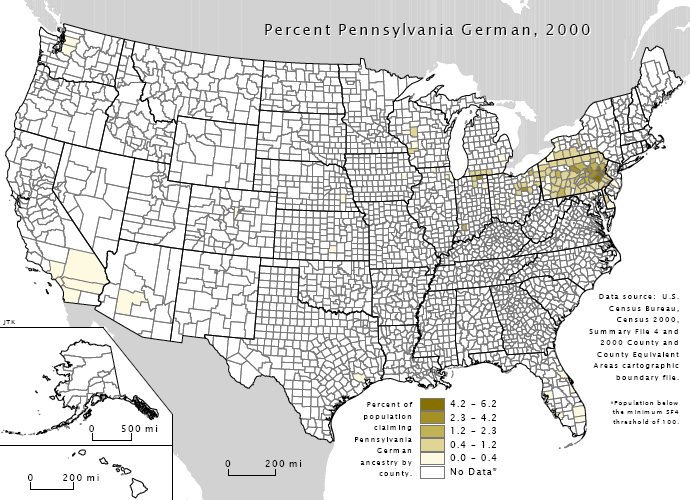
Aire de diffusion du pennsilfaanisch.

## Statistiques
- En septembre 2010, l'édition en allemand de Pennsylvanie compte quelque 1 800 articles et 1 900 utilisateurs enregistrés.
- Le 26 octobre 2022, elle contient 1 939 articles et compte 30 697 contributeurs, dont 19 contributeurs actifs et 1 administrateur.
- Le 7 septembre 2024, elle contient 2 010 articles et compte 34 432 contributeurs, dont 25 contributeurs actifs et 1 administrateur.